# Encore (danceact)
Encore was een Frans dj-duo.

## Biografie
Encore ontstond in 1997 na het succes van de single Encore une Fois van de Duitse dj Sash!. Met hun cover van Encore une Fois, genaamd Le Disc Jockey bereikten ze de hitlijsten in Frankrijk, Duitsland, Vlaanderen en Wallonië. 

## Discografie
| Single met hitnotering(en) in de Vlaamse Ultratop 50 | Datum van verschijnen | Datum van binnenkomst | Hoogste positie | Aantal weken | Opmerkingen |
| ---------------------------------------------------- | --------------------- | --------------------- | --------------- | ------------ | ----------- |
| Le Disc Jockey                                       | 1997                  | 28-01-1998            | 15              | 12           |             |
| Le Paradis                                           | 1998                  |                       | tip10           |              |             |